# Haras national de Dor Mărunt
 (août 2022).
Le haras national de Dor Mărunt (roumain : Herghelia Dor Mărunt) est un haras national situé à Dor Mărunt, en Roumanie. Il est spécialisé dans l'élevage du Trotteur roumain. 

## Histoire
Le haras de Dor Mărunt Stud est créé en 1953, spécifiquement pour l'élevage du Trotteur roumain provenant des haras de Jegălia et Segarcea, ainsi qu'un troupeau reproducteur de chevaux de trait, principalement pour entretenir le haras,. Entre 1957 et 1968, le haras appartient au GAS Sighireanu,. Après 1971, il en est séparé et se rattache au Centre républicain pour l'élevage de chevaux pur-sang (Centrului Republican pentru Creșterea Cabalinelor de Rasă),.
En novembre 2002, le haras de Dor Mărunt est passé sous l'administration de l'Autorité forestière nationale - Romsilva, au sein de la structure de la Direction forestière de Ialomița, plus tard de la Direction forestière de Călărași,. En novembre 2011, son troupeau reproducteur reproducteur de trotteurs est transféré au haras de Jegălia, avant d'être ramené au haras de Dor Mărunt en 2012,. 
Depuis juillet 2015, le Haras de Dor Mărunt est placé sous la direction de la Direction de l'Elevage, de l'Exploitation et de l'Amélioration des Chevaux (Direcției de Creștere, Exploatare și Ameliorare a Cabalinelor),. Cette même année, le comportement du directeur du haras, Eng. Mihai Prună, fait polémique dans la presse, sen raison de ses crises de colère et de ses insultes répétées contre ses subordonnés.

## Missions
Le haras est destiné à l'élevage du Trotteur roumain, mais aussi à la production végétale. Il sert de dépôt d'étalons de monte publique pour l'amélioration des chevaux d'élevage de sa région.

## Équipements
Le haras compte six écuries, deux manèges, sept entrepôts de foin, un entrepôt de concentré d'une capacité de stockage de 300 tonnes, un atelier mécanique, un siège administratif, un terrain agricole,.